# 喬治·菲什塔
喬治·菲什塔（1871年10月23日—1940年12月30日）是一名修士、詩人、教育工作者、政治家、翻譯家和作家。由於他的史詩鉅作《Lahuta e Malcís》和阿爾巴尼亞獨立後兩本最權威雜誌《Posta e Shypniës》和《Hylli i Dritës》的編輯，他被認為是二十世紀最有影響力的阿爾巴尼亞作家之一。

## 外部連結
- Biography of Gjergj Fishta （页面存档备份，存于）